# Ешлі Гарклроуд
Ешлі Гарклроуд Адамс (англ. Ashley Harkleroad Adams) — колишня американська професійна тенісистка.
Здобула вісім одиночних та п'ять парних титулів туру ITF.
Найвищу одиночну позицію рейтингу WTA — 39 місце досягнула 9 червня 2003, парну — 39 місце — 27 січня 2007 року.
Завершила кар'єру 2012 року.

## Фінали турнірів WTA

### Одиночний розряд: 1 (0–1)
| Легенда                       |
| ----------------------------- |
| Турніри Великого шолома (0–0) |
| WTA Championships (0–0)       |
| Tier I (0–0)                  |
| Tier II (0–0)                 |
| Tier III (0–0)                |
| Tier IV & V (0–1)             |

| Результат | Ранг | Дата          | Турнір      | Покриття | Опонентка      | Рахунок  |
| --------- | ---- | ------------- | ----------- | -------- | -------------- | -------- |
| Поразка   | 1.   | 10 січня 2004 | ASB Classic | Тверде   | Елені Даніліду | 3–6, 2–6 |

### Парний розряд: 4 (0–4)
| Легенда                       |
| ----------------------------- |
| Турніри Великого шолома (0–0) |
| WTA Championships (0–0)       |
| Tier I (0–0)                  |
| Tier II (0–0)                 |
| Tier III (0–2)                |
| Tier IV & V (0–2)             |

| Результат | Ранг | Дата             | Турнір                         | Покриття   | Партнерка             | Опонентки                         | Рахунок            |
| --------- | ---- | ---------------- | ------------------------------ | ---------- | --------------------- | --------------------------------- | ------------------ |
| Поразка   | 1.   | 29 вересня 2003  | Japan Open (теніс)             | Тверде     | Ешлі Кергілл          | Марія Шарапова Тамарін Танасугарн | 6–7(1–7), 0–6      |
| Поразка   | 2.   | 6 листопада 2005 | Tournoi de Québec              | Тверде (i) | Ліга Декмеєре         | Анастасія Родіонова Олена Весніна | 7–6(7–4), 4–6, 2–6 |
| Поразка   | 3.   | 14 травня 2006   | ECM Prague Open                | Ґрунт      | Бетані Маттек-Сендс   | Маріон Бартолі Шахар Пеєр         | 4–6, 4–6           |
| Поразка   | 4.   | 21 травня 2006   | Гран-прі принцеси Лалли Мер'єм | Ґрунт      | Bethanie Mattek-Sands | Чжен Цзє Янь Цзи                  | 1–6, 3–6           |

## Титули ITF

### Одиночний розряд: 8
| Ранг | Дата              | Турнір                   | Покриття | Опонентка           | Рахунок       |
| ---- | ----------------- | ------------------------ | -------- | ------------------- | ------------- |
| 1.   | 7 липня 2002      | Лос-Гатос, США           | Тверде   | Ципі Обцилер        | 6–2, 6–2      |
| 2.   | 18 серпня 2002    | Бронкс, США              | Тверде   | Любомира Курхайцова | 6–1, 6–3      |
| 3.   | 17 липня 2005     | Луїсвілл (Кентуккі), США | Тверде   | Северін Бремон      | 4–6, 7–5, 6–0 |
| 4.   | 7 серпня 2005     | Вашингтон, США           | Тверде   | Ольга Пучкова       | 6–2, 6–1      |
| 5.   | 15 жовтня 2006    | Сан-Франциско, США       | Тверде   | Кларіса Фернандес   | 6–2, 6–3      |
| 6.   | 14 жовтня 2007    | San Francisco, США       | Тверде   | Суніта Рао          | 6–1, 6–2      |
| 7.   | 11 листопада 2007 | Піттсбург, США           | Тверде   | Ольга Пучкова       | 4–6, 6–4, 6–3 |
| 8.   | 18 листопада 2007 | La Quinta, США           | Тверде   | Стефані Дюбуа       | 6–3, 7–6(8–6) |

## Виступи у турнірах Великого шолома

### Одиночний розряд
| Championship                           | 2001 | 2002 | 2003 | 2004 | 2005 | 2006 | 2007 | 2008 | W–L   |
| -------------------------------------- | ---- | ---- | ---- | ---- | ---- | ---- | ---- | ---- | ----- |
| Відкритий чемпіонат Австралії з тенісу | A    | A    | К2р  | 1р   | A    | 2р   | 3р   | 1р   | 3–4   |
| Відкритий чемпіонат Франції з тенісу   | A    | A    | 3р   | 2р   | A    | 2р   | 2р   | 1р   | 5–5   |
| Вімблдонський турнір                   | A    | A    | 1р   | 1р   | 1р   | 2р   | 1р   | 1р   | 1–6   |
| Відкритий чемпіонат США з тенісу       | 1р   | 1р   | 2р   | A    | 1р   | 1р   | 1р   | A    | 1–6   |
| Перемоги-Поразки                       | 0–1  | 0–1  | 3–3  | 1–3  | 0–2  | 3–4  | 3–4  | 0–3  | 10–21 |

### Парний розряд
| Championship                           | 2001 | 2002 | 2003 | 2004 | 2005 | 2006 | 2007 | 2008 | W–L   |
| -------------------------------------- | ---- | ---- | ---- | ---- | ---- | ---- | ---- | ---- | ----- |
| Відкритий чемпіонат Австралії з тенісу | A    | A    | 1р   | 1р   | A    | A    | ЧФ   | 1р   | 3–4   |
| Відкритий чемпіонат Франції з тенісу   | A    | A    | 1р   | A    | A    | 1р   | 1р   | ЧФ   | 3–4   |
| Вімблдонський турнір                   | A    | A    | 1р   | К1р  | A    | 3р   | 1р   | 1р   | 2–4   |
| Відкритий чемпіонат США з тенісу       | 1р   | 3р   | 1р   | A    | 1р   | 3р   | 2р   | A    | 5–6   |
| Перемоги-Поразки                       | 0–1  | 2–1  | 0–4  | 0–1  | 0–1  | 4–3  | 4–4  | 3–3  | 13–18 |